# Deinacrida parva
Deinacrida parva hoặc Kaikoura giant weta là một loài côn trùng thuộc họ Stenopelmatidae. Đây là loài đặc hữu của New Zealand.